# デリア俊子
デリア俊子（デリアとしこ、英名Toshiko D'Elia、1930年1月2日 - 2014年2月19日）は、アメリカ合衆国の日系人市民ランナー。京都府出身で、旧姓は岸本。

## 来歴
津田塾大学を卒業後、フルブライト奨学金受給生となり、1951年に渡米。アメリカで、少女時代からの志望だった聴覚障害者の教育に従事した。アメリカ人と結婚し一女をもうけたあとに25歳で離婚、実家に戻るが、両親から「娘と別れて日本人と再婚すること」を求められ、アメリカに帰り、ホワイト・プレインズの聾唖学校（the New York School for the Deaf）で教鞭をとった。この時期に、ピアノ奏者であるマンフレッド・デリア(Manfred d'Elia)と知り合い再婚した。デリア夫妻は登山を趣味とし、そのための体力作りとしてランニングも行なっていた。
44歳だった1974年に、高校生の娘から学校の4kmレースに一緒に出ることを懇願されて出走、3位になったことをきっかけにランナーの道を歩む。1976年、ニュージャージー州のマラソン大会に初出場し、トラブルによるタイムロスも含めて3時間25分で完走した。49歳のとき子宮癌を発症するが、手術から4ヶ月後のボストンマラソンに出場。1980年には、スコットランドのマラソンで2時間57分25秒を記録し、50歳以上の女性として初めて3時間以内（サブスリー）の記録を樹立した。この年11月には第2回東京国際女子マラソンに出場、3時間25分33秒で37位となっている。この出走は特別参加という資格だった。
これらの活動が日本でも紹介され、1981年11月9日には彼女を描いたドラマ「走れ!デリア俊子 ガンに勝った51歳のランナー」がテレビ朝日の「生命の詩シリーズ」の第1回として放映された（俊子役は中村玉緒）。
その後も癌や動脈瘤といった病気を発症しながらも陸上競技を続けた。2006年には10キロおよび25キロのマスターズ陸上で記録を更新し、全米陸上競技連盟から表彰を受けた。さらに2009年にはニューヨークにあるアメリカ陸上競技「名誉の殿堂」にイメージ写真が飾られた。
2014年2月、脳腫瘍のためニュージャージー州で死去。2013年に出場した5km走が最後のレースとなった。